# Ingeborg Walter
Ingeborg Walter (geboren 1934 in Rom (?) ) ist eine deutsch-italienische Kunsthistorikerin und Übersetzerin.

## Leben
Ingeborg Walter studierte beim Mediävisten Percy Ernst Schramm. Sie ist Autorin von Publikationen zur Kultur-, Kunst- und Gesellschaftsgeschichte der italienischen Renaissance und arbeitet als Übersetzerin.  Sie ist Redakteurin der Italienischen  Nationalbiographie, in der sie den Sektor der mittelalterlichen Geschichte bis zum Jahr 1500 betreute.
Walter lebt und arbeitet in Rom. Sie ist mit dem italienischen Kunsthistoriker Roberto Zapperi verheiratet, sie hatten sich während des Studiums in Rom kennengelernt. Beide haben wechselseitig ihre Werke übersetzt.

## Schriften
- Piero della Francesca, Madonna del parto: Ein Kunstwerk zwischen Politik und Devotion. Fischer, Frankfurt am Main 1992, ISBN 3-596-10762-8.
- mit Roberto Zapperi: Das Bildnis der Geliebten. Geschichten der Liebe von Petrarca bis Tizian. Die Wiedergeburt der Liebe in der italienischen Renaissance. C. H. Beck, München 2007, ISBN 978-3-406-55502-2.
- Der Prächtige. Lorenzo de’ Medici und seine Zeit. C. H. Beck, München 2009, ISBN 978-3-406-58273-8.
- Die Strozzi: Eine Familie im Florenz der Renaissance. C. H. Beck, München 2011.